# Friedrich Wilhelm von Bissing

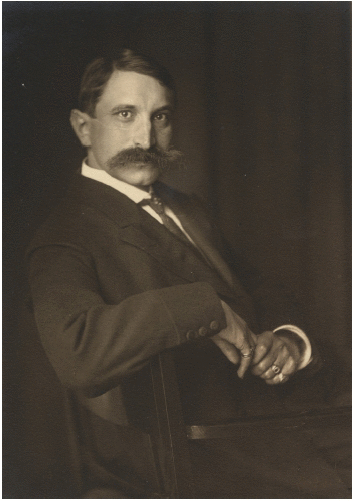
Friedrich von Bissing rond 1910. Foto door Theodor Hilsdorf (Atelier Müller-Hilsdorf), © Münchner Stadtmuseum, Inv.-Nr. G 28/1379.

Friedrich "Fritz" Wilhelm Freiherr von Bissing (Potsdam, 22 april 1873 – Oberaudorf, 12 januari 1956) was een Duitse egyptoloog en kunsthistoricus, hoogleraar aan de Universiteit Utrecht. 

## Leven
Bissing was de zoon van de Pruisische generaal Moritz von Bissing. Zijn grootvader verkreeg in 1858 in plaats van titeltoekenning bij eerstgeboorte, titelverlening op alle afstammelingen. Na een gymnasiumopleiding in Berlijn ging hij in 1892 studeren aan de universiteiten te Berlijn en Bonn: Klassieke talen, Archeologie en kunstgeschiedenis (bij Carl Justi), en Egyptologie (bij Adolf Erman). In 1896 promoveerde hij in Bonn bij Alfred Wiedemann op het proefschrift “De tabula quam dicunt statistica Tuthmosis III commentatio / Die sogenannte statistische Tafel Tuthmosis III. von Ägypten”. In 1897-1898 was hij medewerker van het Wörterbuch der ägyptischen Sprache. Vervolgens bracht hij een aantal jaren in Egypte door. Hij was onder andere betrokken bij het opzetten van de algemene catalogus van het Egyptisch Museum in Cairo (Catalogue général des antiquités égyptiennes du Musée du Caire). Tussen 1898-1901 deed hij samen met Ludwig Borchardt opgravingen bij het zonneheiligdom van Nioeserre te Aboe Gorab. In 1901 keerde hij terug in Duitsland en behaalde zijn habilitatie aan de universiteit van München. Aan deze universiteit werd hij benoemd tot hoogleraar in de Egyptologie (extraordinarius in 1905, ordinarius in 1906). Hij beschikte over een grote privébibliotheek en -verzameling Egyptische oudheden die hij gebruikte voor onderwijs en onderzoek.
Bissing trouwde in 1904 met Elisabeth (Elsa) Freifrau von Carlowitz (1875-1961). 

## Nederland
In 1922 werd Bissing benoemd tot bijzonder hoogleraar Oude kunstgeschiedenis van Egypte en Voor-Azië aan het Kunsthistorisch Instituut van de Universiteit Utrecht, op de nieuw ingestelde bijzondere leerstoel van de Haagse Academie van Beeldende Kunsten.  Hij nam zijn collectie Egyptische antiquiteiten mee, evenals zijn privé-bibliotheek over Egypte, om te gebruiken voor het universitair onderwijs. Maar net toen het leek dat Bissing een nieuw politiek vaderland had gevonden, levend in een soort zelfgekozen ballingschap in Nederland, kwam hij onder zware druk te staan vanwege zijn homoseksualiteit. Volgens een briefwisseling tussen Bissings vrouw en de Nederlandse classicus, verzamelaar en bankier Constant Willem Lunsingh Scheurleer, nu in het archief van het Allard Pierson Museum in Amsterdam, verliet Bissing in 1926 zijn post in Utrecht om een persoonlijk schandaal te vermijden. Bissing verhuisde naar Oberaudorf (Beieren) en bleef tot aan zijn dood in 1956 actief als onafhankelijk wetenschapper. Na zijn overlijden raakte zijn bibliotheek verspreid. Hij werd als hoogleraar opgevolgd door Henri Peter Blok. 
Bissing werd beschouwd als politiek reactionair, hij werd beschuldigd van antisemitisme. Hij was sinds 1925 lid van de NSDAP, was bevriend met Rudolf Hess (aan wie hij zijn Geschichte der ägyptischen kunst opdroeg in 1934), en ontving het Gouden Ereteken van de NSDAP. Hij schreef op 22 december 1929 zelfs een brief aan de voormalige Duitse keizer Wilhelm II, die in ballingschap in Nederland leefde, waarin hij zijn aandacht vroeg voor "het uitgebreide ontwaken, dat verbonden is met de naam Hitler ....". Toch werd hij in 1937, ondanks een beroep op de "Führer", uit de partij gezet. Hij kon niet in het reine komen met individuele uitwassen van het nationaalsocialisme. Na de zogenaamde "Reichspogromnacht" in 1938 bezocht hij zijn Joodse collega Georg Steindorff om zijn spijt te betuigen over de gebeurtenissen.

## Collectie Egyptische oudheden
De economische crisis van de jaren twintig bracht Bissing in financiële problemen. Hij verkocht zijn verzameling Egyptische oudheden aan Constant Willem Lunsingh Scheurleer, die hij in Caïro had leren kennen. De collectie werd ondergebracht in het Archeologisch Museum Scheurleer in Den Haag. Na het faillissement van de Bank Scheurleer in 1934 konden de jaarlijkse termijnen niet meer betaald worden; Bissing haalde een groot deel van de collectie weg en liet de stukken in Berlijn veilen. De achtergebleven voorwerpen werden na de sluiting van het Museum Scheurleer verworven door het Allard Pierson Museum in Amsterdam. Een aantal in Berlijn geveilde oudheden uit de collectie Von Bissing kwam in Nederlandse musea terecht, met name het Allard Pierson Museum via de privécollectie van W.A. van Leer en het Rijksmuseum van Oudheden in Leiden.